# Wim Adelaar
Wilhelmus Johannes (Wim) Adelaar (IJsselstein, 2 februari 1932 – 20 februari 2002)was een Nederlands voetballer. Hij kwam in het betaald voetbal uit voor Velox en 't Gooi. Hij is de vader van Frans die profvoetballer en trainer werd bij onder meer FC Utrecht. 

## Loopbaan

### Beginjaren
Hij was de oudste van vijf broers uit een bekende voetbalfamilie uit IJsselstein. Hij begon op tienjarige leeftijd bij VVIJ en debuteerde op zijn vijftiende als linksbuiten in het eerste elftal. Op 22-jarige leeftijd verliet hij IJsselstein om in de stad Utrecht voor Velox uit te komen dat toen nog een amateurclub was. 

### Velox
Hij kreeg tijdens het seizoen 1954/55 overschrijving en debuteerde aan het einde van de competitie in het eerste elftal. Velox promoveerde naar de Eerste klasse en enkele weken na de seizoenstart werd Adelaar vanaf oktober 1955 de vaste linksbuiten. Na de derde plaats in het debuutseizoen 1955/56 pakte de Utrechtse club twee keer op rij het kampioenschap in de Eerste klasse A.
Velox nam daardoor tweemaal deel aan de strijd om de landstitel voor amateurs. In 1957 eindigde de club als tweede achter Maurits. Adelaar miste dat seizoen geen enkele wedstrijd (22 competitieduels, acht doelpunten) en was ook in de vier wedstrijden om de landstitel van de partij waarin hij twee keer scoorde. 
Ook een jaar later verscheen hij in alle wedstrijden aan de aftrap. In de competitie was hij na topschutter Jaap van der Horst, die 24 keer doel trof, met dertien treffers de meest scorende Velox-speler. 

### Landstitel
Velox won op zaterdag 28 juni 1958 de landstitel door de 6-2 uitzege op Alliance in Roosendaal. Stadgenoot DOS was een maand eerder al kampioen van de Eredivisie geworden. Utrecht dé voetbalstad van Nederland, kopte het Utrechtsch Nieuwsblad op de voorpagina. Adelaar scoorde vlak voor rust de 1-3 in de beslissende wedstrijd die op het terrein van RBC werd gespeeld. De beide Utrechtse kampioenen DOS en Velox sloten het successeizoen op woensdag 10 juli af met een erewedstrijd die profclub DOS met 7-1 won.

### Profvoetbal
Velox maakte gebruik van de mogelijkheid als derde Utrechtse club de stap naar het betaald voetbal te maken. Het debuut als profclub was op 24 augustus 1958 in de Tweede divisie A met een 3-1 thuiszege op Wilhelmina. Adelaar scoorde het derde doelpunt.
Wim Adelaar kreeg in januari 1960 gezelschap van zijn negen jaar jongere broer Cor die als zeventienjarige debuteerde bij Velox. Beide broers bezetten de linkervleugel. 

### Weg bij Velox
In zomer van 1961 vertrokken de broers Adelaar bij Velox. Cor zocht het als jeugdinternational hogerop bij Sparta in de Eredivisie. Wim ging bij ’t Gooi een niveau hoger spelen. Het werd voor hem geen gelukkig voetbaljaar. Vanaf half februari 1962 verscheen hij niet meer in het elftal en hij besloot terug te gaan naar vierdeklasser VVIJ. 
Hij werd in 1964 teruggevraagd door Velox. Als 32-jarige maakte hij zijn rentree in het profvoetbal. Hij nam afscheid van VVIJ met het kampioenschap en promotie naar de derde klasse.

### Topjaren
Hij beleefde op het eind van zijn loopbaan twee topjaren bij Velox in de Eerste divisie. Hij speelde in de voorhoede samen met de jonge talenten Wim van Hanegem en Joop van Maurik. Velox draaide bovenin mee en eindigde als vierde in 1964/65 en vijfde in 1965/66.  
Daarna keerde hij opnieuw terug bij VVIJ en nadat hij gestopt was als actief voetballer werd hij trainer bij IJFC, de tweede club uit IJsselstein.
Wim Adelaar overleed op 70-jarige leeftijd in 2002. Hij werd begraven op kerkhof De Hoge Akker in IJsselstein.

## Clubstatistieken
| Seizoen   | Club             | Land             | Competitie              | Competitie       | Competitie       | Beker            | Beker            | Internationaal   | Internationaal   | Overig           | Overig           | Totaal           | Totaal           |
| Seizoen   | Club             | Land             | Competitie              | Wed.             | Dlp.             | Wed.             | Dlp.             | Wed.             | Dlp.             | Wed.             | Dlp.             | Wed.             | Dlp              |
| --------- | ---------------- | ---------------- | ----------------------- | ---------------- | ---------------- | ---------------- | ---------------- | ---------------- | ---------------- | ---------------- | ---------------- | ---------------- | ---------------- |
| 1954/55   | Velox            | Nederland        | Tweede klasse A West II | 1                | 0                | 0                | 0                | 0                | 0                | 0                | 0                | 1                | 0                |
| 1955/56   | Velox            | Nederland        | Eerste klasse A West    | 18               | 2                | 0                | 0                | 0                | 0                | 0                | 0                | 18               | 2                |
| 1956/57   | Velox            | Nederland        | Eerste klasse A West    | 22               | 8                | 1                | 0                | 0                | 0                | 4                | 2                | 27               | 10               |
| 1957/58   | Velox            | Nederland        | Eerste klasse A West    | 22               | 13               | 0                | 0                | 0                | 0                | 4                | 1                | 26               | 14               |
| 1958/59   | Velox            | Nederland        | Tweede divisie A        | 25               | 8                | 2                | 1                | 0                | 0                | 0                | 0                | 27               | 9                |
| 1959/60   | Velox            | Nederland        | Tweede divisie B        | 24               | 12               | 0                | 0                | 0                | 0                | 0                | 0                | 24               | 12               |
| 1960/61   | Velox            | Nederland        | Tweede divisie          | 28               | 4                | 4                | 3                | 0                | 0                | 0                | 0                | 32               | 7                |
| 1961/62   | 't Gooi          | Nederland        | Eerste divisie A        | 13               | 2                | 0                | 0                | 0                | 0                | 0                | 0                | 13               | 2                |
| 1962–1964 | amateurclub VVIJ | amateurclub VVIJ | amateurclub VVIJ        | amateurclub VVIJ | amateurclub VVIJ | amateurclub VVIJ | amateurclub VVIJ | amateurclub VVIJ | amateurclub VVIJ | amateurclub VVIJ | amateurclub VVIJ | amateurclub VVIJ | amateurclub VVIJ |
| 1964/65   | Velox            | Nederland        | Eerste divisie          | 30               | 10               | 3                | 0                | 0                | 0                | 0                | 0                | 33               | 10               |
| 1965/66   | Velox            | Nederland        | Eerste divisie          | 28               | 3                | 3                | 0                | 0                | 0                | 0                | 0                | 31               | 3                |
| Totaal    | Totaal           | Totaal           | Totaal                  | 211              | 62               | 13               | 4                | 0                | 0                | 8                | 3                | 232              | 69               |